# بنما
بَنَمَا أو رسمياً جمهورية بَنَمَا ((بالإسبانية: República de Panamá)؛ تلفظ بالإسبانية: /re̞ˈpuβ̞lika ð̞e̞ panaˈma/) تعتبر إحدى دول جنوب أمريكا الوسطى، مساحتها 75,417 كلم مربع، يحدها من الشمال البحر الكاريبي والمحيط الأطلنطي ومن الجنوب المحيط الهادئ ومن جهة الجنوب الشرقي كولومبيا ومن جهة الشمال الغربي كوستاريكا. تقع على جزء من اليابسة الذي يربط بين أمريكا الشمالية وأمريكا الجنوبية والذي يبلغ طوله 770 كلم على المحيط الأطلسي و417 كلم على المحيط الهادئ. تعتبر بنما دولة طولية الشكل حيث أن عرضها يتراوح بين 80 كم و 190 كلم. من أهم معالمها قناة بنما. لغة البلاد الرسمية الإسبانية وتستخدم اللغة الإنجليزية كلغة ثانية. عملتها بالبوا وتعادل دولار أمريكي.
تعتبر بنما مركز أعمال دولي مهم، وذلك بسبب موقعها الجغرافي الاستراتيجي. بالإضافة أن لبنما أكبر اقتصاد في منطقة أمريكا الوسطى وذلك قبل غواتيمالا، كوستاريكا والسلفادور. غير أن اقتصاد بنما هو أسرع اقتصاد من حيث النمو والأكبر من ناحية دخل الفرد في أمريكا الوسطى.

## التاريخ
تم اكتشاف بنما واحتلالها من قبل الأسبان خلال القرن السادس عشر الميلادي، ثم تمكنت من الحصول على استقلالها عام 1821،
وصارت إحدى المقاطعات الكولومبية، وبمساعدة الولايات المتحدة تمكنت بنما من الانفصال عن كولومبيا في الثالث من نوفمبر 1903.
وقد وقعت بنما مع الولايات المتحدة الأمريكية معاهدة يتم بموجبها السماح للأمريكان بشق قناة بنما وفرض سيادتها على قطاع من الأراضي الملاصقة لجانبي القناة، واستغرق حفر القناة عشر سنوات في الفترة ما بين 1904 إلى 1914.
بعد سلسلة من المفاوضات بين الولايات المتحدة الأمريكية وبنما تم توقيع معاهدة في السابع من سبتمبر 1977
يتم بموجبها نقل ملكية القناة من أمريكا إلى بنما وذلك بحلول عام 1999، وبالفعل تم تنفيذ الاتفاقية ونقلت ملكية القناة إلى سيطرة بنما في 31 ديسمبر 1999.

## الجغرافيا

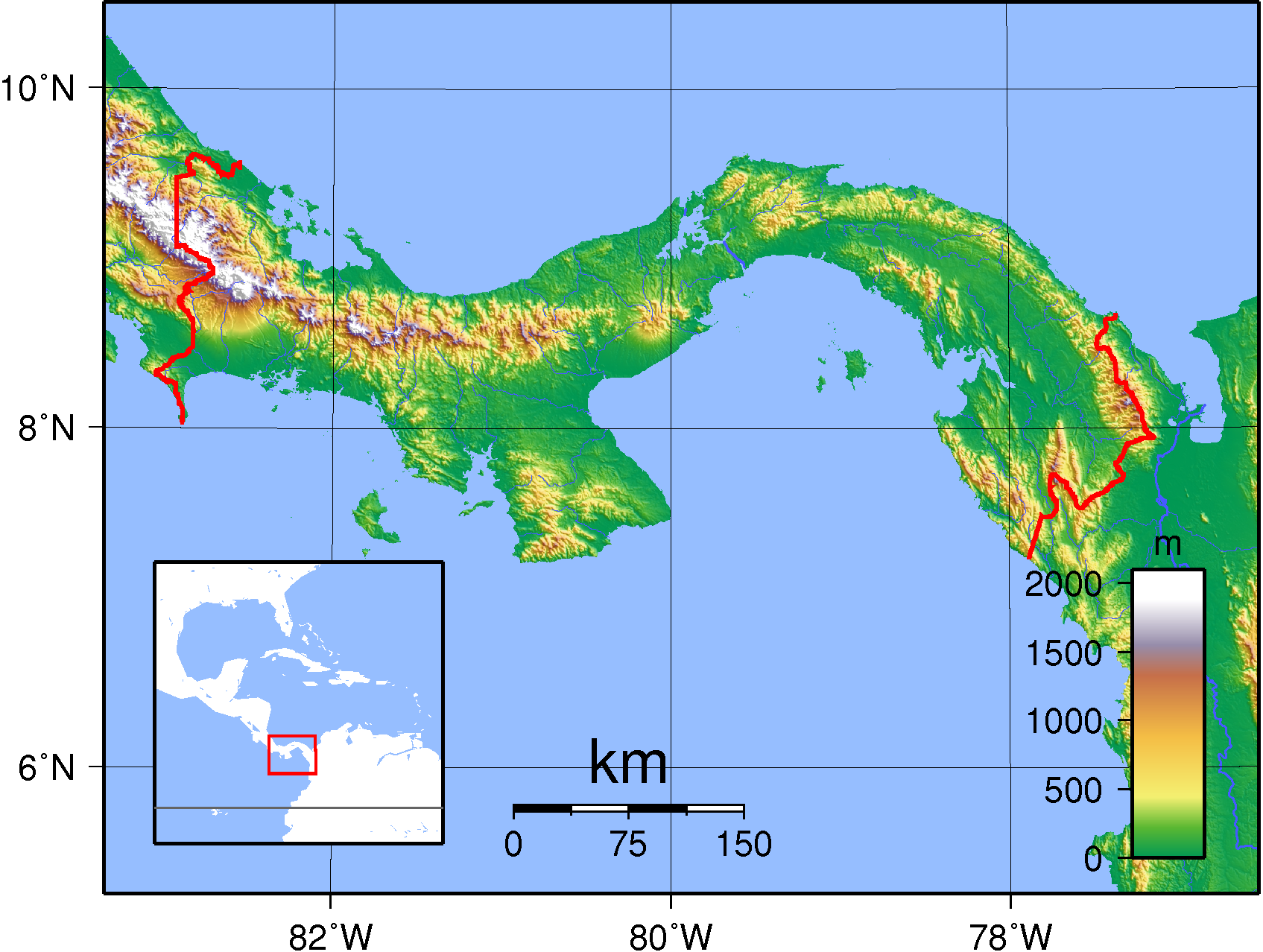
تضاريس بنما.

### الموقع
معظم أرض بنما بركانية تقطعها المجاري المائية المتجهة غرباً للمحيط الهادي أو شرقاٌ للبحر الكاريبي، وتمتد جبالها من الشمال الغربي نحو الجنوب الشرقي وتحصر السلاسل الجبلية بينها سهولا خصبة، وتجاور السواحل سهول ضيقة.
تتشكل مظاهر السطح بدولة بنما من خلال عدد من الأقسام الجغرافية منها قسم المرتفعات الوسطى، فتمتد جبال بنما من الشمال الغربي من كوستاريكا نحو
الجنوب الشرقي وتحصر بينها السهول الخصبة والتي توفر رقعة زراعية واسعة، ويغلب على أراضي جمهورية بنما الطبيعة البركانية والتي تقطعها المجاري المائية
والتي تتجه غرباً إلى المحيط الهادي، أو شرقاً نحو البحر الكاريبي.
وتمتد منطقة المنخفضات الساحلية بمحاذاة ساحل بنما من جهة المحيط الأطلنطي، وساحلها من جهة المحيط الهادي وبها مساحات كبيرة من الأراضي الخصبة، ويوجد عدد من الجزر بالقرب من سواحل بنما يبلغ عددها حوالي 800 جزيرة أكبرها جزيرتي كويبا، وراي وتقع كلتا الجزيرتين على ساحل بنما على المحيط الهادي.

### الأنهار

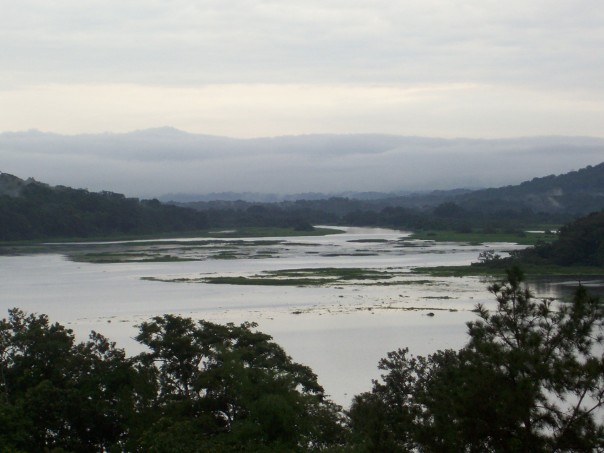
نهر في بنما

وتحتوي بنما على العديد من الأنهار والتي تصل إلى 500 نهر وعلى الرغم من كثرة الأنهار إلا أنه لا يوجد سوى نهر واحد صالح للملاحة وهو نهر تويرا ويجري في الجزء الشرقي من بنما. ولا توجد بها بحيرات كبيرة سوى بحيرة جاتون والتي تبلغ مساحتها 420 كم والتي أنشئت عقب شق قناة بنما وتشكل جزءاً من ممر القناة.
من أعلى القمم الجبلية في بنما قمة جبل بولكان دي سيريكي، ويبلغ ارتفاعها 3475 متر فوق مستوى سطح البحر.

### القنوات
تقطع قناة بنما الشهيرة الدولة من النصف فتقسمها إلى جزء شرقي وجزء غربي، ويتركز 98% من السكان بالقرب من القناة وخاصة في الجزء الغربي منها.

### المناخ

خريطة تصنيف كوبن للمناخ في بنما

يسود بنما مناخ مداري حار فوق المناطق المنخفضة حيث ترتفع المعدلات الحرارية، وتتدنى درجات الحرارة فوق المرتفعات، وتتلقى سواحلها الشرقية كميات من المطر تفوق ما يسقط على سواحلها الغربية وتغطي الغابات ثلثي مساحتها.
يتنوع مناخ بنما بتنوع الفصول فيكون حارًا رطبًا ملبدًا بالغيوم خلال الموسم المطير في الفترة من مايو إلى يناير، ويصبح جافاً خلال موسم الجفاف ويمتد من يناير إلى مايو، ويبلغ متوسط درجات الحرارة في المناطق المنخفضة حوالي 27 درجة مئوية، أما في الجبال فتنخفض درجات الحرارة إلى 19 درجة مئوية، وتقدر كمية الأمطار التي تهطل في الجزء المواجه للأطلنطي من بنما بنحو 380 سنتيمتراً بينما في الجزء المواجه للمحيط الهادي بنحو 175 سنتيمتراً سنوياً.

## السياسة والحكومة

### نظام الحكم

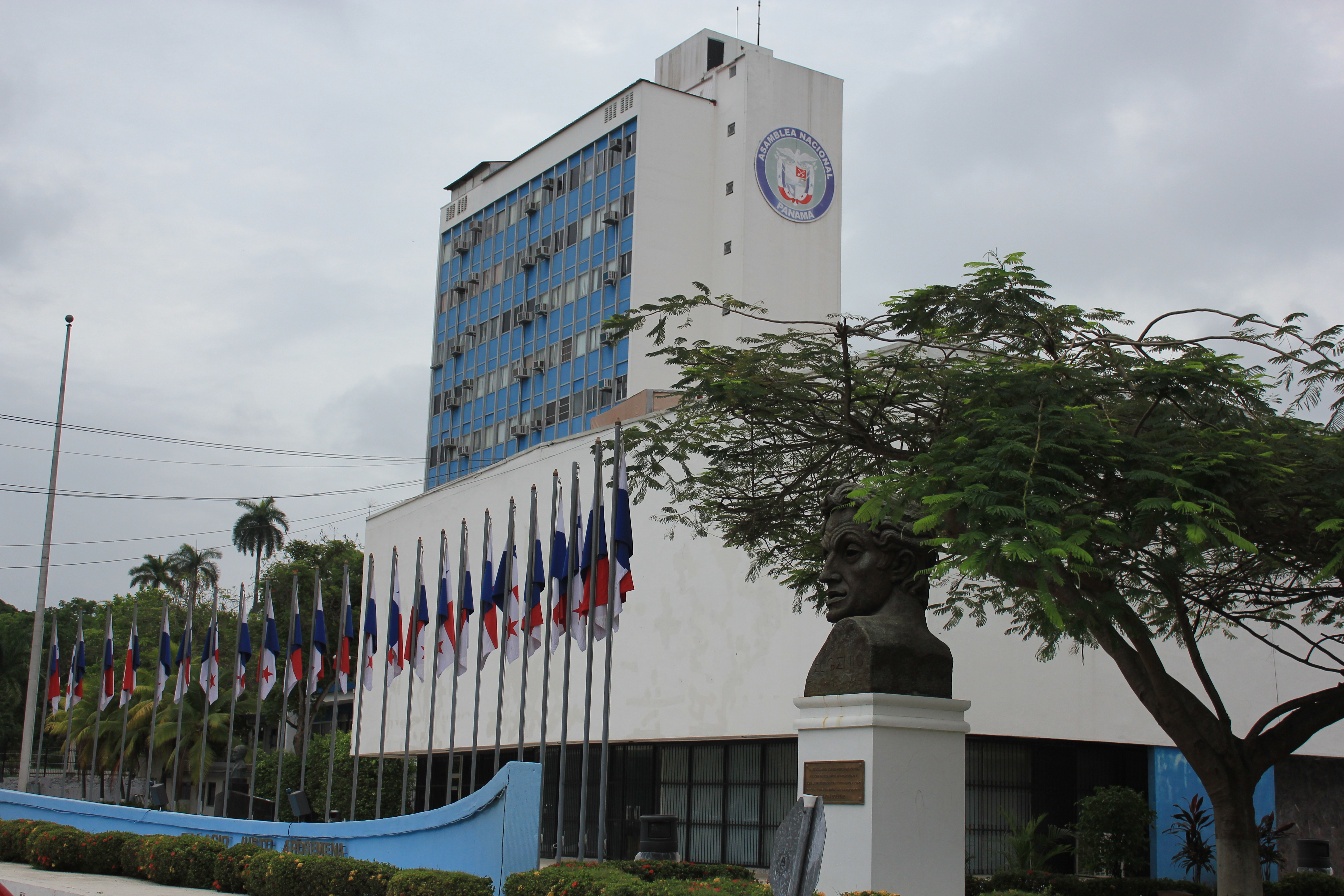
الجمعية الوطنية في بنما.

سياسة بنما تجري في إطار جمهورية ديمقراطية تمثيلية رئاسية، حيث رئيس بنما على حد سواء رئيس الدولة ورئيس الحكومة، ونظام متعدد الأحزاب. وتمارس الحكومة السلطة التنفيذية. تناط السلطة التشريعية بكل من الحكومة والجمعية الوطنية. والسلطة القضائية مستقلة عن السلطتين التنفيذية والتشريعية.
لمواطني بنما حق التصويت في انتخابات وطنية عالمية، وهي إلزامية لجميع المواطنين البالغين 18 سنة وما فوق. الانتخابات الوطنية للفروع التنفيذية والتشريعية تجرى كل خمس سنوات. ويعين رئيس الدولة أعضاء السلطة القضائية (القضاة). تنتخب الجمعية الوطنية في بنما على أساس التمثيل النسبي في الدوائر الانتخابية الثابتة، يتم تمثيل العديد من الأحزاب الصغيرة. الانتخابات الرئاسية لا تتطلب أغلبية بسيطة. من أربعة رؤساء آخر واحد فقط، الرئيس الحالي ريكاردو مارتينيلي، انتخب مع أكثر من 50٪ من أصوات الناخبين.

### الثقافة السياسية
في ديسمبر 1989 قامت الولايات المتحدة بغزو بنما للإطاحة بالدكتاتور مانويل نورييغا، وأدى هذا الغزو إلى نهاية الدكتاتورية العسكرية التي استمرت 21 عاما، وقد نجحت بنما في الانتقال السلمي للسلطة في وجود المعارضة والفصائل السياسية. ويهيمن على المشهد السياسي الحزبان الرئيسيان في البلاد إلى جانب الأحزاب الصغيرة، وهي التي تحرك القادة الأفراد أكثر من الأيديولوجيات. الرئيس السابق مارتن توريخوس هو ابن الدكتاتور عمر توريخوس. الانتخابات الوطنية الأخيرة التي جرت في بنما بتاريخ 4 مايو 2014، أعلن فيها خوان كارلوس فاريلا المنتصر رئيسا لبنما خلفا ل ميريا موسكوسو، أرملة الرئيس الراحل آرنولفو أرياس.

### العلاقات الخارجية
وتتعاون الولايات المتحدة مع الحكومة البنمية في تعزيز
الجانب الاقتصادي والسياسي والأمني والتنمية الاجتماعية من خلال الولايات المتحدة والوكالات الدولية. العلاقات الثقافية بين البلدين قوية، والعديد من أطر بنما تقصد الولايات المتحدة من أجل التعليم العالي والتدريب المتقدم في شتى المجالات.

### القوات المسلحة
القوات العامة لبنما هي قوات الأمن الوطني في بنما. بنما هي ثاني دولة في أمريكا اللاتينية (بينما كانت كوستاريكا) ألغت الجيوش بشكل دائم بعد فترة وجيزة من استقلالها عن كولومبيا في عام 1903، وتحافظ شرطة بنما المسلحة وقوات الأمن، وقوات جوية صغيرة الحجم وقوات بحرية. ومكلفين مع سلطات إنفاذ القانون، ويمكنهم تنفيذ إجراءات عسكرية محدودة.

### التقسيمات الإدارية
تنقسم بنما إلى 13 وحدة إدارية منها 10 محافظات (بالإسبانية: Provincias) وثلاث دوائر (بالإسبانية: Comarcas Indígenas) وتختصير بكلمة كوماركا للمفرد وللجمع كوكاركاس. هناك اثنتين من الدوائر تقع ضمن محافظات وتعامل معاملة البلدية (Corregimiento ).

محافظات بنما

| العلم | المحافظة              | العاصمة              | المساحة (كم2) |
| ----- | --------------------- | -------------------- | ------------- |
|       | محافظة بوكاس ديل تورو | بوكاس ديل تورو       | 4,657.2       |
|       | محافظة تشيريكي        | ديفيد                | 6,490.9       |
|       | محافظة كوكلي          | بينونومي             | 4,949.6       |
|       | محافظة كولون          | كولون                | 4,575.5       |
|       | محافظة دارين          | لا بالما             | 11,892.5      |
|       | محافظة هيريرا         | تشيتري               | 2,362.0       |
|       | محافظة لوس سانتوس     | لاس تابلاس           | 3,809.4       |
|       | محافظة بنما           | مدينة بنما           | 9,166.4       |
|       | محافظة فيراغواس       | سانتياغو دي فيراغواس | 10,587.5      |
|       | محافظة بنما الغربية   | لا تشوريرا           | 2,786.1       |
|       | دائرة أمبيرا          | أونيون تشوكو         | 4.393.9       |
|       | دائرة كونا يالا       | إل بورفنير           | 2,358.2       |
|       | دائرة أنغابي بوغله    | تشيتشيكا             | 6,814.2       |
|       | كونا دي مادوغاندي     | محافظة بنما          | 2,318.8       |
|       | كونا وارغاندي         | محافظة دارين         | 755           |

## السكان

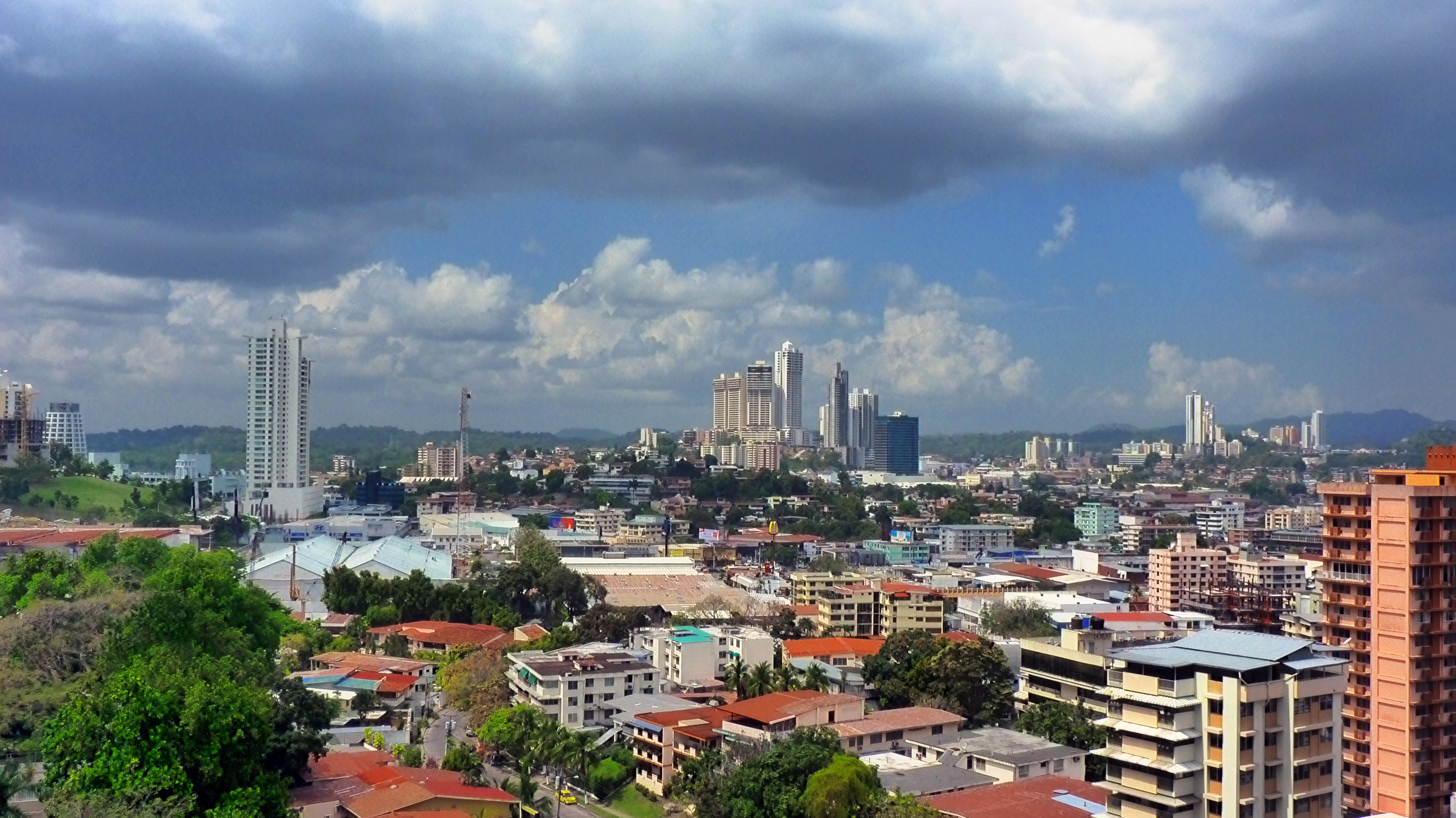
مدينة بنما، العاصمة وأكبر مدينة.

كان عدد سكان بنما يقدر ب 4,034,119 نسمة في عام 2016. كانت نسبة السكان الذين تقل أعمارهم عن 15 عام 2010 29٪. كان 64.5 ٪ من السكان بين 15 و 65، مع 6.6 ٪ من السكان 65 سنة أو أكثر.
يعيش أكثر من نصف السكان في ممر العاصمة بنما سيتي-كولون، الذي يمتد على عدة مدن. يتجاوز عدد سكان المناطق الحضرية في بنما 75 ٪، مما يجعل سكان بنما الأكثر تحضراً في أمريكا الوسطى.
تعتبر جمهورية بنما أقل بلدان أمريكا الوسطى من حيث الكثافة السكانية، فهناك مناطق شاسعة غير مأهولة، ويتجمع السكان في ربع المساحة، ويتكون سكان بنما من خليط فيشكل الأسبان حوالي ثمن السكان والأفريقيون حوالي السدس والباقي مزيج من العنصرين، وأقلية من الهنود الأمريكيين وأقلية عربية ضئيلة وبعض الآسيويين.

### اللغات
الإسبانية هي اللغة الرسمية والمهيمنة. تُعرف الإسبانية المستخدمة في بنما بالإسبانية البنمية. حوالي 93 ٪ من السكان يتحدثون الأسبانية كلغة أولى. العديد من المواطنين الذين يشغلون وظائف على المستوى الدولي، أو في الشركات التجارية، يتحدثون الإنجليزية والإسبانية. اللغات المحلية، مثل Ngäbere، يتم التحدث بها في جميع أنحاء البلاد، ومعظمهم في مناطقهم الأصلية. تظهر بعض الإحصائيات أنه كلغة ثانية، يتم التحدث باللغة الإنجليزية بنسبة 10٪، واللغة الفرنسية بنسبة 4٪، واللغة العربية بنسبة 1٪.

### الدين
لا تجمع حكومة بنما إحصائيات حول الانتماء الديني للمواطنين، لكن مصادر مختلفة تقدر أن 75٪ إلى 85٪ من السكان يعرّفون أنفسهم على أنهم كاثوليك و 15٪ -25٪ بروتستانت. يقدر المجتمع البهائي في بنما بنسبة 2.00 ٪ من السكان الوطنيين، أو حوالي 60,000.
وتشمل الجماعات الدينية الأصغر السبتيين، شهود يهوه، الأسقفيون، والمجتمعات اليهودية والإسلامية، والهندوس، والبوذيين، وغيرهم من المسيحيين. تشمل الديانات الأصلية الإيبورغن وماماتاتا. هناك أيضا عدد قليل من الراستافاريين.

### التعليم
بدأ التعليم العام في بنما بعد فترة وجيزة من انفصالها عن كولومبيا في عام 1903. وفي عام 2010، التقديرات أن 94.1 ٪ من السكان كانوا يعرفون القراءة والكتابة (94.7 ٪ من الذكور و 93.5 ٪ من الإناث). التعليم في بنما إلزامي للأطفال الذين تتراوح أعمارهم بين 6 و 18 سنة. في العقود الأخيرة، زاد الالتحاق بالمدارس على جميع المستويات، وخاصة في المستويات العليا، كثيرًا. اعتادت بنما على المشاركة في امتحانات PISA ولكن بسبب الديون ونتائج الامتحانات غير المرضية تأجلت المشاركة حتى عام 2018.
حلّت بنما في المرتبة 84 في مؤشر الابتكار العالمي في عام 2023. وتقدّمت للمرتبة 82 في مؤشر عام 2024.

## الاقتصاد

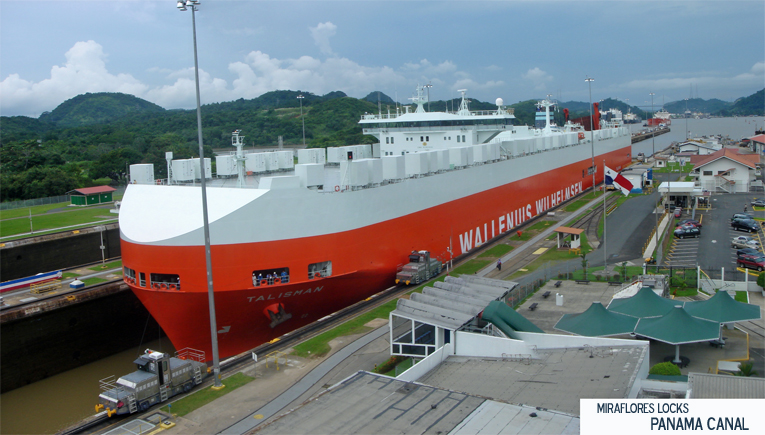
سفينة بنمية عابره من خلال اقفال ميرافلوريس، قناه بنما.

يعتبر اقتصاد بنما اقتصادًا مقومًا بالكامل بالدولار مع تاريخ منخفض من التضخم. ويستند أساسا إلى صناعة الخدمات، ومثقل بشدة نحو الأعمال المصرفية، والتجارة، والسياحة.

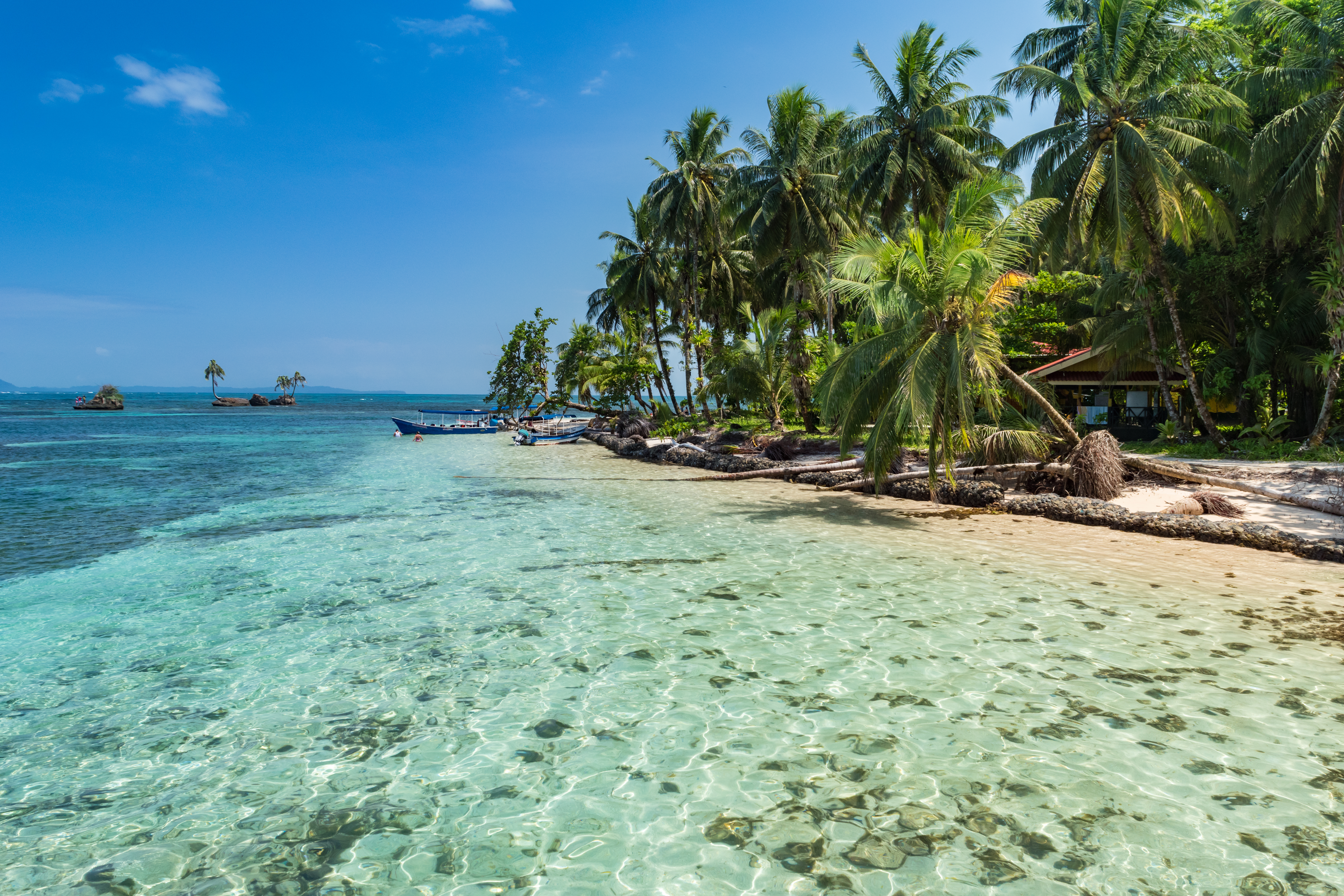
جزيرة زاباتيلا، إحدى الوجهات السياحية في بنما

يعتمد اقتصاد بنما بشكل أساسي على قطاع الخدمات الذي يمثل حوالي 80٪ من الناتج المحلي الإجمالي. وتشمل الخدمات قناة بنما، والخدمات المصرفية، ومنطقة كولون للتجارة الحرة، والتأمين، وموانئ الحاويات، والسجل الرئيسي، والخدمات الطبية والصحية وغيرها من الأعمال. تشمل صناعة البلاد صناعة قطع غيار الطائرات والأسمنت والمشروبات والمواد اللاصقة والمنسوجات. أيضا بعض الصادرات لبنما هي الموز والروبيان والسكر والقهوة والملابس.
بلغ الناتج المحلي الإجمالي الاسمي للفرد في بنما (بالبوابو أو بالدولار الأمريكي) 11,691 في عام 2002، و 13,991 في عام 2004، و 14,004 في عام 2005 (Prelim)، و 15.191.9 في عام 2006، حسبما ورد في مكتب الإحصاءات والتعداد، لحكومة بنما. وكان النمو من عام 2002 إلى عام 2006 قويا خصوصًا في قطاع النقل والاتصالات، الذي أصبح أكبر مكون في الناتج المحلي الإجمالي، رغم أن العديد من القطاعات شهدت نموا قويا أيضا. ارتفع الناتج المحلي الإجمالي الحقيقي بنسبة 7.5 ٪ (03-04)، 6.9 ٪ (04-05)، 8.1 ٪ (05-06).
بلغ نمو الناتج المحلي الإجمالي في عام 2008 نسبة 9.2٪، مما يعكس تباطؤ النمو القوي بنسبة 11.5٪ في عام 2007. على الرغم من تباطؤ النمو إلى 2.4٪ في النصف الأول من عام 2009، بسبب التباطؤ الاقتصادي العالمي، فمن المتوقع أن يتحسن عام 2010 لا تزال واحدة من أكثر معدلات النمو إيجابية في المنطقة. وقد غذى النمو قطاع البناء والنقل والموانئ وأنشطة قناة بنما ذات الصلة، والسياحة. نتيجة لهذا النمو، انخفض العجز الحكومي كنسبة مئوية من الناتج المحلي الإجمالي إلى 43 ٪ في عام 2009، وحققت الديون التي أصدرتها الحكومة درجة الاستثمار في فبراير 2010. أبرز تقرير حديث للأمم المتحدة التقدم المحرز في الحد من الفقر من 2001 إلى 2007 - انخفض الفقر الإجمالي من 37 ٪ إلى 28 ٪، وانخفض الفقر المدقع من 19 ٪ إلى 11 ٪. ومع ذلك، لا تزال بنما ثاني أكبر توزيع غير متكافئ للدخل في أمريكا اللاتينية.

### الزراعة
الزراعة دعامة النشاط البشري في بنما ويعمل بها حوالي 26% من القوة العاملة. والحاصلات تتكون من الأرز، وقصب السكر، والموز، والكاكاو، والبن، والتبغ. أما ثروتها الحيوانية فمن الأبقار.

### الصناعات
والصناعة مختلفة، ومعظمها تقوم على الغلات الزراعية، مثل صناعة السكر واستخراج الزيوت النباتية، وإصلاح السفن، وتكرير النفط، وتعتبر بنما من أكبر دول العالم من ناحية عدد السفن التجارية المسجلة بها.

## الثقافة

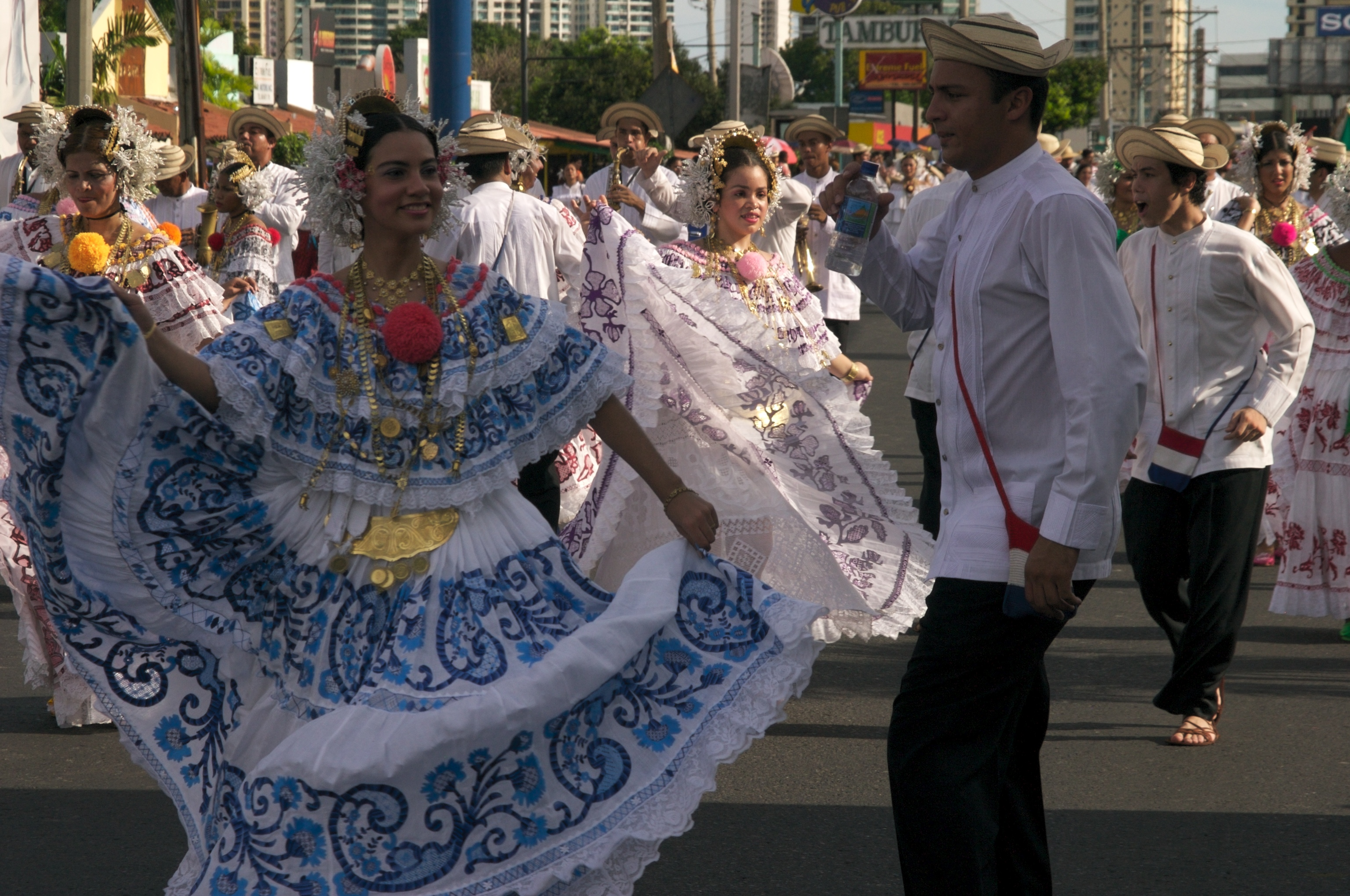
زوجان يرقصان في احتفال.

تستمد ثقافة بنما من الموسيقى والفنون والتقاليد الأوروبية التي جلبها الإسبان إلى بنما. خلقت قوى الهيمنة أشكالاً مختلطة تمزج الثقافة الأفريقية والأمريكية الأصلية مع الثقافة الأوروبية. على سبيل المثال، تموربيتو هي رقصة إسبانية مع إيقاعات وموضوعات وحركات رقص إفريقية.
الرقص هو نموذج من الثقافات المتنوعة في بنما. يمكن تجربة الفلكلور المحلي في العديد من المهرجانات، من خلال الرقصات والتقاليد المتوارثة من جيل إلى جيل. تستضيف المدن المحلية موسيقى الريجاي إن إسبانول، ريجيتون، هايتيانو (كومباس)، موسيقى الجاز، البلوز، السالسا، موسيقى الريغي، وعروض موسيقى الروك.
خارج مدينة بنما، تقام مهرجانات إقليمية على مدار السنة تضم موسيقيين وراقصين محليين. تنعكس الثقافة المخلوطة في بنما في المنتجات التقليدية، مثل المنحوتات الخشبية والأقنعة الاحتفالية والفخار، وكذلك في الهندسة المعمارية والمطبخ والمهرجانات في بنما. في أوقات سابقة، كانت السلال منسوجة للاستخدامات النفعية، لكن الآن العديد من القرى تعتمد بشكل حصري تقريبا على الدخل من السلال التي تنتجها للسياح.
ومن الأمثلة على الثقافة الفريدة والغير منازعة في بنما، ثقافة غونا المعروفة بأشجار المولاس. Mola هي كلمة Guna للبلوزة، لكن مصطلح mola أصبح يعني الألواح المُطَوَّرة المُفصَّلة التي صنعتها نساء Guna، والتي تشكل الجزء الأمامي والخلفي من بلوزة امرأة Guna. وهي عبارة عن عدة طبقات من القماش، متفاوتة الألوان، يتم خياطتها بشكل فضفاض معًا، ويتم صنعها باستخدام عملية زائدة عكسية.
المطبخ البنمي هو مزيج من التقنيات والأطباق والمكونات الأفريقية والإسبانية والأمريكية الأصلية، مما يعكس تنوع سكانها. بما أن بنما عبارة عن جسر بري بين قارتين، فإن لديها مجموعة كبيرة ومتنوعة من الفواكه والخضراوات والأعشاب الاستوائية التي تستخدم في الطبخ المحلي.
الأطعمة النموذجية البنمية ذات نكهة خفيفة، مثل بعض جيران بنما في أمريكا اللاتينية ومنطقة البحر الكاريبي. المكونات الشائعة هي الذرة، الأرز، دقيق القمح، الموز، يوكا (الكسافا)، اللحم البقري، الدجاج، لحم الخنزير والمأكولات البحرية.

## مزيد من القراءة
- Buckley, Kevin, Panama, Touchstone, 1992. ISBN 0-671-77876-5
- Diaz Espino, Ovidio, How Wall Street Created a Nation, Four Walls Eight Windows, 2001. ISBN 1-56858-196-3
- Harding, Robert C., The History of Panama, Greenwood Publishing, 2006.
- Harding, Robert C., Military Foundations of Panamanian Politics, Transaction Publishers, 2001. ISBN 0-393-02696-5
- Joster, R.M. and Sanchez, Guillermo, In the Time of the Tyrants, Panama: 1968–1990, W.W. Norton & Company, 1990.
- Mellander, Gustavo A.; Nelly Maldonado Mellander (1999). Charles Edward Magoon: The Panama Years. Río Piedras, Puerto Rico: Editorial Plaza Mayor. ISBN 1-56328-155-4. OCLC 42970390.
- Mellander, Gustavo A. (1971). The United States in Panamanian Politics: The Intriguing Formative Years. Danville, Ill.: Interstate Publishers. OCLC 138568.
- Porras, Ana Elena, Cultura de la Interoceanidad: Narrativas de Identidad Nacional de Panama (1990–2002), Editorial Carlos Manuel Gasteazoro, 2005. ISBN 9962-53-131-4
- Serrano, Damaris, La Nación Panamena en sus Espacios: Cultura Popular, Resistencia y Globalización, Editorial Mariano Arosemena, 2005. ISBN 9962-659-01-9
- Villarreal, Melquiades, Esperanza o Realidad: Fronteras de la Identidad Panamena, Editorial Mariano Arosemena, 2004. ISBN 9962-601-80-0
- Weeks, John and Gunson, Phil, Panama. Made in the USA, 1992. ISBN 978-0-906156-55-1

## وصلات خارجية
- Government of Panama
- بنما على مشروع الدليل المفتوح
- Panama from UCB Libraries GovPubs
- Panama  على كتاب حقائق العالم
- Panama from the بي بي سي نيوز
- أطلس ويكيميديا حول Panama